# Miranpur
Miranpur é uma cidade e uma nagar panchayat no distrito de Muzaffarnagar, no estado indiano de Uttar Pradesh.

## Geografia
Miranpur está localizada a 29° 18′ N, 77° 56′ L. Tem uma altitude média de 230 metros (754 pés).

## Demografia
Segundo o censo de 2001, Miranpur tinha uma população de 26,101 habitantes. Os indivíduos do sexo masculino constituem 53% da população e os do sexo feminino 47%. Miranpur tem uma taxa de literacia de 53%, inferior à média nacional de 59.5%: a literacia no sexo masculino é de 61% e no sexo feminino é de 45%. Em Miranpur, 19% da população está abaixo dos 6 anos de idade.